# Club d'Esports Vendrell
Pour les articles homonymes, voir Vendrell (homonymie).
Actualités
Le Club d'Esports Vendrell est un club espagnol de rink hockey représentant la ville d'El Vendrell. Le club est fondé en 1913 tandis que la section rink hockey fait son apparition en 1958.

## Histoire
En 1976 le club est promu une première fois dans la première division espagnole de Rinck Hockey. En 2010, le club démarre une époque faste avec le retour en OK Liga et remportant 3 ans plus tard son premier titre, la Coupe du Roi.
En 2013, il gagne son premier trophée européen, la Coupe CERS 2012-2013.
La saison suivante le club dispute la Ligue européenne de rink hockey 2013-2014 et atteint les demi finales.
En 2015-2016 le club atteint les quarts de finale de la Ligue Européenne.

## Infrastructure
En 2018, la salle du club est entièrement rénovée durant la saison sportive pour un coût de 1,3 million d'euros. Ceci contraint les équipes a joué dans des salles voisines à Calafell.

## Palmares
- Coupe du Roi : 2
  - 2013, 2014

- Coupe CERS : 1
  - 2013